# Xixuthrus gressitti
Xixuthrus gressitti là một loài bọ cánh cứng trong họ Cerambycidae.